# Le Pont-de-Beauvoisin (Isère)
Le Pont-de-Beauvoisin é uma comuna francesa na região administrativa de Auvérnia-Ródano-Alpes, no departamento de Isère. Estende-se por uma área de 7,36 km². Em 2010 a comuna tinha 3 724 habitantes (densidade: 506 hab./km²).